# Protambulyx ockendeni
Protambulyx ockendeni là một loài bướm đêm thuộc họ Sphingidae. Loài này có ở Peru và much của Trung Mỹ và Nam Mỹ. Nó cũng được ghi nhận ở Bolivia.
Sải cánh khoảng 105–110 mm. Con trưởng thành gần giống loài Protambulyx euryalus nhưng mặt trên cánh trước ít đốm màu hơn và nửa trên có màu tím rõ.
Cá thể trưởng thành có lẽ mọc cánh quanh năm.
Ấu trùng ăn các loài Anacardium, Spondias, Erythoxylon và Comocladia.